# ナダル (お笑い芸人)
ナダル（1984年〈昭和59年〉12月23日 - ）は、日本のお笑いタレント。お笑いコンビ・コロコロチキチキペッパーズのボケ（ネタによってツッコミ）担当。相方は西野創人。吉本興業所属。身長178cm、体重80.7kg。血液型O型。山形県東置賜郡高畠町出生、京都府相楽郡南山城村出身。京都府立木津高等学校、近畿大学農学部水産学科卒業。

## 来歴
坊主頭に白いタートルネックが特徴。
卒論のテーマは「トラフグの陸上養殖によるゼロ・エミッションに関する研究」。
本格的にお笑いへ関心を抱いたのは、大学時代に『オールザッツ漫才』での麒麟の漫才を見たことがきっかけ。大学を卒業後は水族館の飼育員になろうと思っていたが、倍率が高かったため不合格となり、NSC入学前は神戸市の漬物屋で3年ほど営業職として働いていた。
2010年、NSC大阪校に入学（33期生）。在籍時は主にC4クラス（下位成績組）だった。現在のコンビ以前は「あいうらはら」「こどものおもちゃ」「流行」といったコンビで活動していた。
2012年4月、同期の西野に誘われて「コロコロチキチキペッパーズ」を結成。
2018年11月21日、6歳年上の一般女性との結婚を発表し、翌日の11月22日に入籍。2019年3月21日、第1子となる女児が誕生。

## 芸風
- 一発ギャグには「やっべぇぞ!」「イっちゃってる!」「見ろ～」や、何か単語を言われたら進化させて返す「ナダルリバースエボリューション」などがある[6]。なお、これらは全て西野考案によるもの。
- ものまねのレパートリーには東幹久がある。

## 人物
魚が大好き。毎日釣りをして庭に池を作りつつ飼っており、繁殖もしていた。大学も水産学科に進学し学芸員の資格を取って水族館で働こうとしていたが、倍率が高く「食べ物のほうに流れて、流れ流れて行き着いたのが漬物屋」だった。

### 特徴
- 甲高い笑い声が特徴的で、時折共演者からツッコまれることがある。2018年7月31日放送『爆笑問題カーボーイ』（TBSラジオ）への出演時に田中裕二（爆笑問題）からは「ヒグラシみたいだ」、松本人志（ダウンタウン）からは「山小屋の扉」と喩えられている。学生時代はサッカー部の先輩に「そのムカつく笑い方やめろ」と言われていた[4]。

### 家族
- 父が山形県米沢市出身[要出典]、母が山形県東置賜郡高畠町出身[2]。
- 妻とはカラオケ店でのナンパがきっかけで知り合った[9]。そして妻は出会った当初、ナダルより6歳年下の27歳と称していたが、妻の実家へ挨拶しに行く前日に電話越しで泣かれながら「言わなあかんことある。27って言っててんけど、ほんまは今年40です」と実年齢がナダルよりも6歳年上で、13歳もサバを読んでいたことを暴露された。テレビ番組にて、それまでおかしいと思ったことはないのか問われると、ナダルは「いま考えたら色々あるけど、お義父さん80歳だった」「料理作るときに出汁からいく。27が出汁からいく?」「『甥っ子がブラックバス大きいのを釣った』と言って写真を見せてもらった。27歳の甥っ子っていうから5、6歳かな?と思った。ほな、18歳の甥っ子が、ブラックバス持ってウェーイって。甥っ子デカ!」と話した[10]。
- 娘が1人いる[8]。

## エピソード
- 本名は独身時代には公開していたものの、「奥さんがNGにしてる」「ナダルの家族だとバレたら大変だから」と妻や子供への影響・配慮から、公式には非公表としている。また、「ナダルの娘だとバレると子供がいじめられるから」として家族話に関しても基本的にはNGとしている。
- 同期や後輩からは「ヒデさん」と呼ばれている（下の名前の英樹から由来[11]）。
- こどものおもちゃ時代はシュールなコントを演じ、ウケてはいなかったが後の相方となる西野には評価されていた。
- ナダルの家の先祖は上杉謙信の家臣であり、メディア内で度々自慢することがある。
- 娘に「ダディ」と呼ばれている[12]がその理由はナダルの妻が帰国子女のため、ナダルの妻が娘に「ダディ」と呼ばせている。
- ナダル曰く芸名は当初「ポテト」を希望するも西野から「狙いすぎ」と却下され、90年代にバルセロナで活躍した元スペイン代表のサッカー選手のミゲル・アンヘル・ナダルから取ったと話していたが、実は「カタカナがいい」と西野がテニス選手のラファエル・ナダルから命名していた。だが年下の西野に名付けられたことが気に食わず、自分が考えたことにするのを条件に受け入れた[13]。
- かなりプライドが高く、若手時代はイジられることを嫌っていた。先輩に失礼な言動・行動をとってしまうことが多く、西野が『アメトーーク!』の「プレゼン大会」内で「相方が先輩に失礼芸人」をプレゼン。これが採用されて「ひんしゅく体験! ナダル・アンビリバボー」が8度放送された[14]。
- 2021年8月6日放送『さんまのお笑い向上委員会』にて同期のZAZYと不仲であること、特徴的なルックスのZAZYからイジられるのに対しても不満を持っていることを明かした[15]。
- 小学生までは明るく元気で、友達の輪の中心であった[16]。
- 中学では3年間いじめられた。中1の2学期の中間試験にてチャイムが鳴り皆が席に座ってテスト開始を待つ中、1人の女子が廊下で「もうちょっと勉強させて」と先生に食い下がっていた。なかなか教室に入らなかったことで業を煮やしたナダルは「いい加減にせえよ。みんな待ってんねんからはよう入れや」と促した。するとその女子は持っていた教科書を床に叩きつけ、「今、入ろうと思っとったんじゃ…」とナダルを睨んだ。途端にナダルは背筋が凍り、（これ僕悪い?）とドキドキしながらテストを終えた。そして翌日からいじめは始まった。「おはよう」と声をかけても無視され、廊下を歩くと「息止めよう」「目が腐る」と両端に避けられるなど同じ学年の女子ほぼ全員から嫌がらせを受けるようになった。その後、中1の冬に百人一首大会が開かれる運びとなりナダルは「ここで優勝したら何かが変わるかもしれない。いじめられなくなるかもしれない」と思い立ち、百人一首を完璧に覚えた。本番では相手チームにいじめの主犯格の女子2人がいたものの、順調に札を取っていった。しかし自分が先に札の上へ手を置いていた時、タイミングを見誤った女子がナダルの手の上に自分の手を重ねる形になった。するとその女子は『いやぁぁぁ!』と叫んで先生が集まり、泣きじゃくる女子を庇うようにナダルへ対して「お前、何したんや??!!」と詰め寄ってきた。ナダルが「なんもしてません」と弁解しても「何もしてないのにこんな泣くはずないやろ、何したんや!」と返され、「僕なんもしてません!」「正直に言え! 何したんや!」「なんもしてません!」と押し問答に発展。結局、どうにか先生には信じてもらえて百人一首も再開されたが、泣き叫んだ女子の隣にいた女子がポツリと「後でせっけんで手洗っときや…」と呟いた。この一言でナダルのメンタルは一気に崩れ、その後は上の句を言われても何も出てこなくなってしまい、優勝して見る目を変える作戦は失敗した[16]。
- いじめに関して男友達からは心配されたが、ナダルはいじめられているのを恥ずべきことだと思い「別にええねん」と強がっていた。またいじめられているのを認めたくなかったことや、心配をかけたくない思いから親には一切相談していなかった[16]。
- 高校ではなるたけ目立たないよう静かにしていたため、同級生は「しゃべった記憶が無い。どうということもない。特に印象がない」と振り返っている[16]。
- ナダルが高校時代に好きだった女子生徒は「ナダルとの思い出はない。目立たない存在。ただ、休み時間に教壇の上に座っておしゃべりしてる女子のスカートを遠くからナダルが覗いていた。それが噂になっていた」「周りにナダルと同級生だったと言ったことはない。別にいいことが無いかなと思って」と話した[17]。
- いじめられた際に自分で自分を否定したらまずいと思った経験から、どんな人物に対しても自分より下だと思うようにしている[16]。
- 大学では女子と仲良くできる男子を羨ましく思っていた[16]。
- 漬け物屋で働いていた真夏の頃、営業先に漬け物を持って行く際に保冷剤などで冷却していたが暑さのせいで瞬く間に溶けてしまい、腐ったままの漬け物を持っていったことがある[18]。
- 漬け物屋の給料が少なく、転職するため消防士の試験を受けるも小論文で「とにかく火を消したい」と書いたところ、不合格となった[19]。
- 2015年、自分をいじめていた主犯格の女子と再会する。コロチキがキングオブコントで優勝を成し遂げた凱旋ライブとしてナダルの地元を訪れた際、ライブは成功し上機嫌でビンゴ大会を行なっていた。「ビンゴ!」と壇上へ上がってきたのが、偶然にもナダルをいじめていた主犯格だった。ナダルは一瞬血の気が引き、表情も固まった。相手の方は自分をいじめていたことなどすっかり忘れ後悔の欠片もない様子のため、ナダルは咄嗟にこの場で復讐してやろうと思いつき壇上で「今は元気にしてますけど、この子は中学の時に僕のことをめっちゃいじめてた子です」と紹介。当然笑いなど起こらず、会場の誰もが引いていた。その相手は「いじめてないよ～」と流したものの、ナダルは「いや、めっちゃいじめてました!」と食い下がったためさらに気まずい空気と化してしまった[20]。
- PERFECT HUMANのパロディネタ「パーフェクトナダル」（『爆笑!ターンテーブル』等で披露）では「We live in Yutenji.」と歌われている（独身時代に住んでいた）。
- 目標とする芸人は上田晋也（くりぃむしちゅー）。
- キングオブコントで優勝した翌年の2016年に「どんな人でもイケそう」と思い立ち、ローラを4回も食事や釣りなどに誘ったが、全て断られた[21]。

## 出演

### バラエティ
- クイズ!THE違和感（TBS） - 再現VTRに悪人役として出演
- 水曜日のダウンタウン（TBS） - 不定期出演
- さんまのお笑い向上委員会（フジテレビ） - 不定期出演
- アメトーーク!（テレビ朝日） - 不定期出演
- ロンドンハーツ（テレビ朝日） - 不定期出演
- 霜降りバラエティ（テレビ朝日） - 不定期出演
- ダウンタウンのガキの使いやあらへんで!!（日本テレビ） - 不定期出演
- クイズ!薬丸家のSDGs生活（2021年12月4日 - 2024年3月2日、BS-TBS） - 毎月第1土曜放送
- 亜生とナダルがゆる〜く釣り旅やっちゃってる（2022年3月25日 - 2025年3月26日 、BSよしもと）
- ガッツ100%テレビ 〜笑いと愛が企業を救う〜（2022年4月9日 - 、BSよしもと）
- クロナダル（2023年10月2日 - 、テレビ朝日）[22]
- ビットワールド（2016年4月8日 - 2017年3月31日、NHK Eテレ）- 三途川渡 役

### テレビドラマ
- 桃色探訪〜伝説の風俗〜（2022年6月26日、チャンネルNECO） - 体育教師 役
- コンビニ★ヒーローズ〜あなたのSOSいただきました!!〜 第3話（2022年10月26日、関西テレビ） - 島田ヒロシ 役[23]
- 大河ドラマ べらぼう〜蔦重栄華乃夢噺〜 第27回（2025年7月13日、NHK） - 表坊主 役[24]

### 映画
- トリガール!（2017年） - ペラ夫 役[25]
- 十一人の賊軍（2024年） - 水本正鷹 役[26][27]

### ウェブテレビ
- 家-1グランプリ2020〜お笑い自宅芸No.1決定戦〜（2020年5月3日、ABEMA） - 決勝進出者[28]
- HITOSHI MATSUMOTO presents ドキュメンタル Documentary of Documental（2020年、Amazonプライム・ビデオ） - シーズン2出演

### テレビアニメ
- ポプテピピック TVアニメーション作品第ニシリーズ（2022年11月6日） - 主人公・男プレイヤー 役（実写）

### 劇場アニメ
- ONE PIECE FILM GOLD（2016年7月23日） - モーキン 役

### ラジオ
- ナダル加藤あばれるのMBSヤングタウンNEXT（2020年9月28日、MBSラジオ）[注釈 1][29]

### CM
- 日清食品「カレーメシ」「チキンラーメン」（2020年 - ）
- ホットペッパービューティー（2021年 - ）
- 山形県選挙管理委員会
  - 「第49回衆議院議員総選挙」（2021年）
  - 「第50回衆議院議員総選挙」（2024年）[30]
- くらしのマーケット（2023年）
- みずほ銀行「バレンタインジャンボ宝くじ」（2024年 - ）
- 花王「めぐりズム 蒸気でホットアイマスク」（2025年）[31]

### MV
- ぽこた「ヤラ・セラ・セラヴィー」（2016年）[32]